# Answers.com
Answers.com曾用名WikiAnswers ，是一个互聯網知識交流平台。1996年，Idealab的Bill Gross和Henrik Jones购买了Answers.com這個域名。 该域名後來被NetShepard收购，之後又出售给GuruNet和AFCV Holdings。该网站现在由Answers Corporation持有。Answers.com有数千万个由用户作出的提問和回答。

## 外部鏈接
- 官方网站